# Eredivisie 2025-2026
L'Eredivisie 2025-2026 sarà la 70ª edizione della massima serie del campionato olandese di calcio. Inizierà l'8 agosto 2025 e terminerà il 17 maggio 2026.
Il PSV è la squadra campione in carica, avendo vinto il titolo per la ventiseiesima volta nella sua storia.

## Stagione

### Novità
Nella stagione precedente sono retrocesse RKC Waalwijk e Almere City, ultime due classificate, e  Willem II, perdente dei play-off salvezza/promozione. Dalla Eerste Divisie 2024-2025, invece, sono state promosse Volendam e Excelsior, rispettivamente prima e seconda classificate, alle quali si è unito il Telstar, vincitore dei play-off e promosso in massima serie 47 anni dopo l’ultima volta

### Formula
Le 18 squadre partecipanti si affrontano in un girone all'italiana con partite di andata e ritorno per un totale di 34 giornate. La squadra campione d'Olanda si qualifica alla fase campionato della UEFA Champions League 2026-2027 insieme con la seconda, mentre la terza classificata viene ammessa al terzo turno di qualificazione. La squadra vincitrice della KNVB beker 2025-2026 viene ammessa alla fase campionato della UEFA Europa League 2026-2027 mentre la squadra classificata al 4° posto viene ammessa al secondo turno di qualificazione della UEFA Europa League 2026-2027. Le squadre classificatesi dal 5º all'8º posto partecipano ai play-off per determinare chi parteciperà al secondo turno di qualificazione della UEFA Conference League 2026-2027. In base al posizionamento in classifica della squadra vincitrice della KNVB beker 2025-2026 possono variare le posizioni delle squadre ammesse alle coppe o ai play-off di qualificazione.
Le ultime due classificate retrocedono in Eerste Divisie, mentre la squadra classificatasi al 16º posto partecipa ai play-off promozione/retrocessione con 6 squadre di Eerste Divisie per un posto in massima serie.

## Squadre partecipanti
| Club             | Stagione | Città      | Stadio                       | Stagione precedente                                  |
| ---------------- | -------- | ---------- | ---------------------------- | ---------------------------------------------------- |
| Ajax             | dettagli | Amsterdam  | Johan Cruijff Arena          | 2º posto in Eredivisie                               |
| AZ Alkmaar       |          | Alkmaar    | AFAS Stadion                 | 5º posto in Eredivisie                               |
| Excelsior        |          | Rotterdam  | Stadion Woudestein           | 2º posto in Eerste Divisie, promossa                 |
| Feyenoord        | dettagli | Rotterdam  | Stadion Feijenoord - De Kuip | 3º posto in Eredivisie                               |
| Fortuna Sittard  |          | Sittard    | Fortuna Sittard Stadion      | 11º posto in Eredivisie                              |
| Go Ahead Eagles  |          | Deventer   | Adelaarshorst                | 7º posto in Eredivisie                               |
| Groningen        |          | Groningen  | Euroborg                     | 13º posto in Eredivisie                              |
| Heerenveen       |          | Heerenveen | Abe Lenstra Stadion          | 9º posto in Eredivisie                               |
| Heracles Almelo  |          | Almelo     | Polman Stadion               | 14º posto in Eredivisie                              |
| NAC Breda        |          | Breda      | Stadio Rat Verlegh           | 15º posto in Eredivisie                              |
| N.E.C.           |          | Nimega     | Goffertstadion               | 8º posto in Eredivisie                               |
| PEC Zwolle       | dettagli | Zwolle     | MAC³PARK Stadion             | 10º posto in Eredivisie                              |
| PSV              | dettagli | Eindhoven  | Philips Stadion              | 1º posto in Eredivisie, campione d'Olanda            |
| Sparta Rotterdam |          | Rotterdam  | Sparta Stadion Het Kasteel   | 12º posto in Eredivisie                              |
| Telstar          |          | Velsen     | Schoonenberg Stadion         | 7º posto in Eerste Divisie, promossa dopo i play-off |
| Twente           |          | Enschede   | De Grolsch Veste             | 6º posto in Eredivisie                               |
| Utrecht          |          | Utrecht    | Stadion Galgenwaard          | 7º posto in Eredivisie                               |
| Volendam         |          | Volendam   | Kras Stadion                 | 1º posto in Eerste Divisie, promossa                 |

## Allenatori e primatisti
| Squadra             | Allenatore         | Calciatore più presente | Cannoniere |
| ------------------- | ------------------ | ----------------------- | ---------- |
| Ajax                | John Heitinga      |                         |            |
| AZ Alkmaar          | Maarten Martens    |                         |            |
| Excelsior Rotterdam | Ruben den Uil      |                         |            |
| Feyenoord           | Robin van Persie   |                         |            |
| Fortuna Sittard     | Danny Buijs        |                         |            |
| Go Ahead Eagles     | Melvin Boel        |                         |            |
| Groningen           | Dick Lukkien       |                         |            |
| Heerenveen          | Robin Veldman      |                         |            |
| Heracles Almelo     | Bas Sibum          |                         |            |
| NAC Breda           | Carl Hoefkens      |                         |            |
| N.E.C.              | Dick Schreuder     |                         |            |
| PEC Zwolle          | Henry van der Vegt |                         |            |
| PSV                 | Peter Bosz         |                         |            |
| Sparta Rotterdam    | Maurice Steijn     |                         |            |
| Telstar             | Anthony Correia    |                         |            |
| Twente              | Joseph Oosting     |                         |            |
| Utrecht             | Ron Jans           |                         |            |
| Volendam            | Rick Kruys         |                         |            |

## Classifica
Aggiornata al 17 agosto 2025
|  | Pos. | Squadra          | Pt | G | V | N | P | GF | GS | DR |
|  | ---- | ---------------- | -- | - | - | - | - | -- | -- | -- |
|  | 1.   | N.E.C.           | 6  | 2 | 2 | 0 | 0 | 9  | 1  | +8 |
|  | 2.   | PSV              | 6  | 2 | 2 | 0 | 0 | 8  | 1  | +7 |
|  | 3.   | Feyenoord        | 6  | 2 | 2 | 0 | 0 | 4  | 1  | +3 |
|  | 4.   | PEC Zwolle       | 6  | 2 | 2 | 0 | 0 | 3  | 0  | +3 |
|  | 5.   | AZ Alkmaar       | 4  | 2 | 1 | 1 | 0 | 6  | 3  | +3 |
|  | 6.   | Ajax             | 4  | 2 | 1 | 1 | 0 | 4  | 2  | +2 |
|  | 7.   | Utrecht          | 3  | 2 | 1 | 0 | 1 | 5  | 2  | +3 |
|  | 8.   | NAC Breda        | 3  | 2 | 1 | 0 | 1 | 2  | 3  | -1 |
|  | 9.   | Groningen        | 3  | 2 | 1 | 0 | 1 | 3  | 5  | -2 |
|  | 10.  | Sparta Rotterdam | 3  | 2 | 1 | 0 | 1 | 3  | 7  | -4 |
|  | 11.  | Go Ahead Eagles  | 2  | 2 | 0 | 2 | 0 | 4  | 4  | 0  |
|  | 12.  | Volendam         | 2  | 2 | 0 | 2 | 0 | 3  | 3  | 0  |
|  | 13.  | Fortuna Sittard  | 1  | 2 | 0 | 1 | 1 | 3  | 4  | -1 |
|  | 14.  | Heerenveen       | 1  | 2 | 0 | 1 | 1 | 2  | 3  | -1 |
|  | 15.  | Twente           | 0  | 2 | 0 | 0 | 2 | 0  | 3  | -3 |
|  | 16.  | Telstar          | 0  | 2 | 0 | 0 | 2 | 0  | 4  | -4 |
|  | 17.  | Excelsior        | 0  | 2 | 0 | 0 | 2 | 1  | 7  | -6 |
|  | 18.  | Heracles Almelo  | 0  | 2 | 0 | 0 | 2 | 1  | 8  | -7 |

Legenda:
      Campione dei Paesi Bassi e ammessa alla fase campionato della UEFA Champions League 2026-2027
      Ammessa alla fase campionato della UEFA Champions League 2026-2027
      Ammessa al terzo turno di qualificazione della UEFA Champions League 2026-2027
      Ammessa alla fase campionato della UEFA Europa League 2026-2027
      Ammessa al terzultimo turno di qualificazione della UEFA Europa League 2026-2027
      Ammessa al secondo turno di qualificazione della UEFA Conference League 2026-2027 in quanto vincitrice dei Playoff
 Partecipa ai play-off o ai play-out.
      Retrocesse in Eerste Divisie 2026-2027
Regolamento:

Tre punti per la vittoria, uno per il pareggio, zero per la sconfitta.
La classifica viene stilata secondo i seguenti criteri:
- Punti ottenuti
- Differenza reti generale
- Reti totali realizzate
- spareggio (solo per decidere la squadra campione e la retrocessione)
- Punti conquistati negli scontri diretti
- Differenza reti negli scontri diretti
- Reti realizzate in trasferta negli scontri diretti

Note:

## Risultati

### Tabellone
Ogni riga indica i risultati casalinghi della squadra segnata a inizio della riga, contro le squadre segnate colonna per colonna (che invece avranno giocato l'incontro in trasferta). Al contrario, leggendo la colonna di una squadra si avranno i risultati ottenuti dalla stessa in trasferta, contro le squadre segnate in ogni riga, che invece avranno giocato l'incontro in casa.
|                     | AJA  | AZ   | EXC  | FEY  | FOR  | GAE  | GRO  | HEE  | HER  | NAC  | NEC  | PEC  | PSV  | SPA  | TEL  | TWE  | UTR  | VOL  |
| ------------------- | ---- | ---- | ---- | ---- | ---- | ---- | ---- | ---- | ---- | ---- | ---- | ---- | ---- | ---- | ---- | ---- | ---- | ---- |
| Ajax                | –––– |      |      |      |      |      |      |      |      |      |      |      |      |      | 2-0  |      |      |      |
| AZ                  |      | –––– |      |      |      |      | 4-1  |      |      |      |      |      |      |      |      |      |      |      |
| Excelsior Rotterdam |      |      | –––– | 1-2  |      |      |      |      |      |      |      |      |      |      |      |      |      |      |
| Feyenoord           |      |      |      | –––– |      |      |      |      |      | 2-0  |      |      |      |      |      |      |      |      |
| Fortuna Sittard     |      |      |      |      | –––– | 2-2  |      |      |      |      |      |      |      |      |      |      |      |      |
| Go Ahead Eagles     | 2-2  |      |      |      |      | –––– |      |      |      |      |      |      |      |      |      |      |      |      |
| Groningen           |      |      |      |      |      |      | –––– | 2-1  |      |      |      |      |      |      |      |      |      |      |
| Heerenveen          |      |      |      |      |      |      |      | –––– |      |      |      |      |      |      |      |      |      | 1-1  |
| Heracles Almelo     |      |      |      |      |      |      |      |      | –––– |      | 1-4  |      |      |      |      |      |      |      |
| NAC Breda           |      |      |      |      | 2-1  |      |      |      |      | –––– |      |      |      |      |      |      |      |      |
| N.E.C.              |      |      | 5-0  |      |      |      |      |      |      |      | –––– |      |      |      |      |      |      |      |
| PEC Zwolle          |      |      |      |      |      |      |      |      |      |      |      | –––– |      |      |      | 1-0  |      |      |
| PSV                 |      |      |      |      |      |      |      |      |      |      |      |      | –––– | 6-1  |      |      |      |      |
| Sparta Rotterdam    |      |      |      |      |      |      |      |      |      |      |      |      |      | –––– |      |      | 2-1  |      |
| Telstar             |      |      |      |      |      |      |      |      |      |      |      | 0-2  |      |      | –––– |      |      |      |
| Twente              |      |      |      |      |      |      |      |      |      |      |      |      | 0-2  |      |      | –––– |      |      |
| Utrecht             |      |      |      |      |      |      |      |      | 4-0  |      |      |      |      |      |      |      | –––– |      |
| Volendam            |      | 2-2  |      |      |      |      |      |      |      |      |      |      |      |      |      |      |      | –––– |

## Spareggi

### Play-off UEFA Europa Conference League
Le quattro squadre meglio piazzate in Campionato che non sono già qualificate per le coppe europee giocano per un posto al secondo turno di qualificazione della UEFA Conference League 2026-2027.

#### Tabellone
|  | Semifinali | Semifinali | Semifinali |  |  | Finale | Finale | Finale |  |
|  |            |            |            |  |  |        |        |        |  |
|  | 5          |            |            |  |  |        |        |        |  |
|  |            |            |            |  |  |        |        |        |  |
|  | 9          |            |            |  |  |        |        |        |  |
|  |            |            |            |  |  |        |        |        |  |
|  |            |            |            |  |  |        |        |        |  |
|  |            |            |            |  |  |        |        |        |  |
|  | 8          |            |            |  |  |        |        |        |  |
|  |            |            |            |  |  |        |        |        |  |
|  | 6          |            |            |  |  |        |        |        |  |

### Play-off salvezza/promozione
La 16ª classificata in campionato più sei squadre dell'Eerste Divisie 2025-2026 si giocano un posto nell'Eredivisie 2026-2027. Le perdenti parteciperanno invece all'Eerste Divisie 2026-2027. La 16ª classificata in campionato accede direttamente alle semifinali dove incontrerà una delle 3 vincintrici del primo turno.

## Statistiche

### Squadre

#### Capoliste solitarie
|    | —— | —— | —— | —— | —— | —— | —— | —— | ——  | ——  | ——  | ——  | ——  | ——  | ——  | ——  | ——  | ——  | ——  | ——  | ——  | ——  | ——  | ——  | ——  | ——  | ——  | ——  | ——  | ——  | ——  | ——  | ——  | —— |  |
|    |    |    |    |    |    |    |    |    |     |     |     |     |     |     |     |     |     |     |     |     |     |     |     |     |     |     |     |     |     |     |     |     |     |    |  |
|    |    |    |    |    |    |    |    |    |     |     |     |     |     |     |     |     |     |     |     |     |     |     |     |     |     |     |     |     |     |     |     |     |     |    |  |
|    |    |    |    |    |    |    |    |    |     |     |     |     |     |     |     |     |     |     |     |     |     |     |     |     |     |     |     |     |     |     |     |     |     |    |  |
| 1ª | 2ª | 3ª | 4ª | 5ª | 6ª | 7ª | 8ª | 9ª | 10ª | 11ª | 12ª | 13ª | 14ª | 15ª | 16ª | 17ª | 18ª | 19ª | 20ª | 21ª | 22ª | 23ª | 24ª | 25ª | 26ª | 27ª | 28ª | 29ª | 30ª | 31ª | 32ª | 33ª | 34ª |    |  |

### Classifica in divenire
|                     | 1ª | 2ª | 3ª | 4ª | 5ª | 6ª | 7ª | 8ª | 9ª | 10ª | 11ª | 12ª | 13ª | 14ª | 15ª | 16ª | 17ª | 18ª | 19ª | 20ª | 21ª | 22ª | 23ª | 24ª | 25ª | 26ª | 27ª | 28ª | 29ª | 30ª | 31ª | 32ª | 33ª | 34ª |
|                     |    |    |    |    |    |    |    |    |    |     |     |     |     |     |     |     |     |     |     |     |     |     |     |     |     |     |     |     |     |     |     |     |     |     |
| ------------------- | -- | -- | -- | -- | -- | -- | -- | -- | -- | --- | --- | --- | --- | --- | --- | --- | --- | --- | --- | --- | --- | --- | --- | --- | --- | --- | --- | --- | --- | --- | --- | --- | --- | --- |
| Ajax                | 3  | 4  |    |    |    |    |    |    |    |     |     |     |     |     |     |     |     |     |     |     |     |     |     |     |     |     |     |     |     |     |     |     |     |     |
| AZ                  | 3  | 4  |    |    |    |    |    |    |    |     |     |     |     |     |     |     |     |     |     |     |     |     |     |     |     |     |     |     |     |     |     |     |     |     |
| Excelsior Rotterdam | 0  | 0  |    |    |    |    |    |    |    |     |     |     |     |     |     |     |     |     |     |     |     |     |     |     |     |     |     |     |     |     |     |     |     |     |
| Feyenoord           | 3  | 6  |    |    |    |    |    |    |    |     |     |     |     |     |     |     |     |     |     |     |     |     |     |     |     |     |     |     |     |     |     |     |     |     |
| Fortuna Sittard     | 1  | 1  |    |    |    |    |    |    |    |     |     |     |     |     |     |     |     |     |     |     |     |     |     |     |     |     |     |     |     |     |     |     |     |     |
| Go Ahead Eagles     | 1  | 2  |    |    |    |    |    |    |    |     |     |     |     |     |     |     |     |     |     |     |     |     |     |     |     |     |     |     |     |     |     |     |     |     |
| Groningen           | 0  | 3  |    |    |    |    |    |    |    |     |     |     |     |     |     |     |     |     |     |     |     |     |     |     |     |     |     |     |     |     |     |     |     |     |
| Heerenveen          | 1  | 1  |    |    |    |    |    |    |    |     |     |     |     |     |     |     |     |     |     |     |     |     |     |     |     |     |     |     |     |     |     |     |     |     |
| Heracles Almelo     | 0  | 0  |    |    |    |    |    |    |    |     |     |     |     |     |     |     |     |     |     |     |     |     |     |     |     |     |     |     |     |     |     |     |     |     |
| NAC Breda           | 0  | 3  |    |    |    |    |    |    |    |     |     |     |     |     |     |     |     |     |     |     |     |     |     |     |     |     |     |     |     |     |     |     |     |     |
| N.E.C.              | 3  | 6  |    |    |    |    |    |    |    |     |     |     |     |     |     |     |     |     |     |     |     |     |     |     |     |     |     |     |     |     |     |     |     |     |
| PEC Zwolle          | 3  | 6  |    |    |    |    |    |    |    |     |     |     |     |     |     |     |     |     |     |     |     |     |     |     |     |     |     |     |     |     |     |     |     |     |
| PSV                 | 3  | 6  |    |    |    |    |    |    |    |     |     |     |     |     |     |     |     |     |     |     |     |     |     |     |     |     |     |     |     |     |     |     |     |     |
| Sparta Rotterdam    | 0  | 3  |    |    |    |    |    |    |    |     |     |     |     |     |     |     |     |     |     |     |     |     |     |     |     |     |     |     |     |     |     |     |     |     |
| Telstar             | 0  | 0  |    |    |    |    |    |    |    |     |     |     |     |     |     |     |     |     |     |     |     |     |     |     |     |     |     |     |     |     |     |     |     |     |
| Twente              | 0  | 0  |    |    |    |    |    |    |    |     |     |     |     |     |     |     |     |     |     |     |     |     |     |     |     |     |     |     |     |     |     |     |     |     |
| Utrecht             | 3  | 3  |    |    |    |    |    |    |    |     |     |     |     |     |     |     |     |     |     |     |     |     |     |     |     |     |     |     |     |     |     |     |     |     |
| Volendam            | 1  | 2  |    |    |    |    |    |    |    |     |     |     |     |     |     |     |     |     |     |     |     |     |     |     |     |     |     |     |     |     |     |     |     |     |

### Statistiche Individuali

#### Classifica marcatori
| Gol |  |  | Giocatore | Squadra |
| --- |  |  | --------- | ------- |